# مارتن دن باکر
مارتن دن باکر (هلندی: Maarten den Bakker؛ زادهٔ ۲۶ ژانویهٔ ۱۹۶۹) دوچرخه‌سوار اهل هلند است.
از باشگاه‌هایی که در آن رکاب زده‌است می‌توان به تیم سانوب، تیم میلرام، تیم لوتوان‌ال–یومبو، تیم دوچرخه‌سواری تی‌وی‌ام، و تیم دوچرخه‌سواری پی‌دی‌ام اشاره کرد.